# 薦原村
薦原村（こもはらむら）は三重県名賀郡にあった村。現在の名張市の北西端にあたる。

## 地理
- 山岳：高塚山
- 河川：名張川

## 歴史
- 1889年（明治22年）4月1日 - 町村制の施行により、薦生村・西田原村・八幡村・鵜山村・家野村・葛尾村の区域をもって名張郡薦原村が発足。
- 1896年（明治29年）4月1日 - 所属郡が名賀郡に変更。
- 1942年（昭和17年）5月5日 - 名張町に編入。同日薦原村廃止。